# メルドラ
メルドラ（伊: Meldola）は、イタリア共和国エミリア＝ロマーニャ州フォルリ＝チェゼーナ県にある、人口約9,900人の基礎自治体（コムーネ）。

## 地理

### 位置・広がり

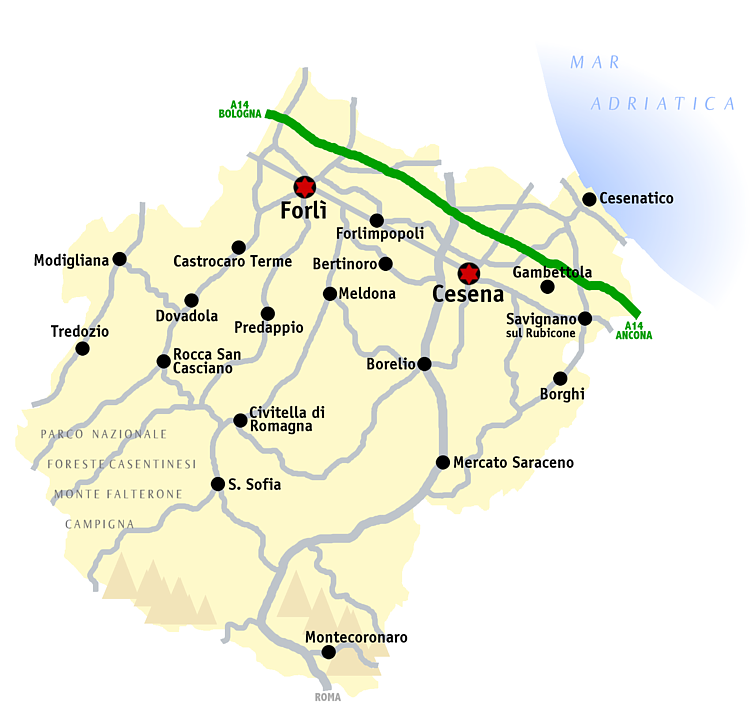
フォルリ＝チェゼーナ県概略図

#### 隣接コムーネ
隣接するコムーネは以下の通り。
- ベルティノーロ
- チェゼーナ
- チヴィテッラ・ディ・ロマーニャ
- フォルリ
- プレダッピオ

### 気候分類・地震分類
メルドラにおけるイタリアの気候分類 (it) および度日は、zona E, 2225 GGである。
また、イタリアの地震リスク階級 (it) では、zona 2 (sismicità media) に分類される。

## 行政

### 分離集落
メルドラには、以下の分離集落（フラツィオーネ）がある。
- Para, Piandispino-Valdinoce, Ricò-Gualdo, San Colombano, Teodorano, Vitignano

## 出身人物
- フェリーチェ・オルシーニ (ナポレオン3世暗殺未遂事件の主犯)
- アルベルト・ザッケローニ (サッカー監督)